# Мангри Гуаякільської затоки та Тумбесу
Мангри Гуаякільської затоки та Тумбесу (ідентифікатор WWF: NT1413) — неотропічний екорегіон мангрових лісів, розташований на південному заході Еквадору та на північному заході Перу.

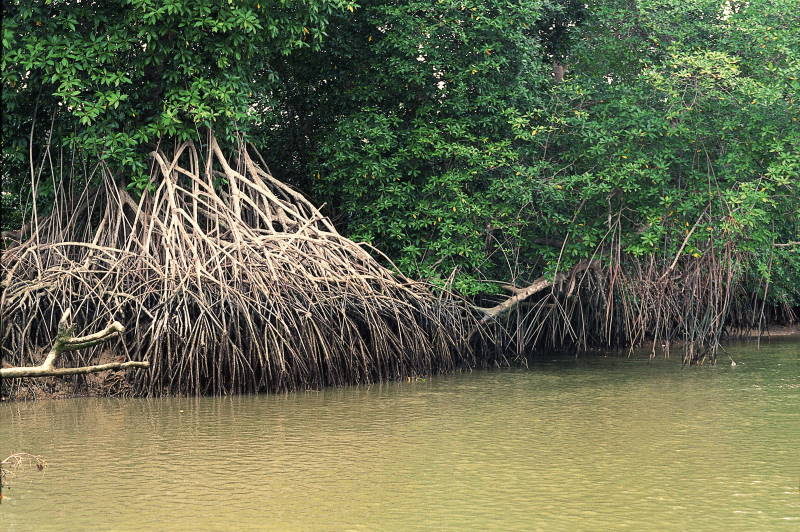
Мангрові ліси у заповіднику Чуруте (Еквадор)

## Географія
Екорегіон мангрів Гуаякільської затоки та Тумбесу охоплює ділянки мангрових лісів, поширені на узбережжі Тихого океану на південному заході Еквадору та на північному заході Перу. Більшість із них зустрічається на північному та східному узбережжі Гуаякільської затоки, до якої з Анд на сході стікає Гуаяс та багато інших річок, а інші — на узбережжі острова Пуна, розташованого у цій затоці, та на північному узбережжі перуанського регіону Тумбес. Загальна площа мангрів екорегіону становить приблизно 3400 км².
Гуаякільська затока є найбільшою системою естуаріїв на тихоокеанському узбережжі Південної Америки. Завдяки високим припливно-відпливним коливанням великі території навколишніх пласких прибережних низовин затоплюються солонуватою водою. З геологічної точки зору основу прибережних мілин складають четвертинні континентальні відклади: пісок, глина, гравій, мул та дрібнозернисті відклади. Навпроти узбережжя часто зустрічаються невисокі прибережні острови, утворені алювіальними відкладами — мулом та піском, принесеним річками. З часом ці острови можуть бути колонізовані мангровими лісами і приєднані до континенту або до більших островів.
На півночі Гуаякільської затоки мангрові ліси переходять у затоплювані луки Гуаякілю, у вологі ліси Західного Еквадору та у сухі ліси Еквадору, а на сході — у сухі ліси Тумбесу та П'юри.

## Клімат
В межах екорегіону переважає теплий та посушливий напівпустельний клімат (BSh за класифікацією кліматів Кеппена) або пустельний клімат (BWh за класифікацією Кеппена). Середньорічна температура в регіоні становить близько 25 °C, середня мінімальна температура — 18 °C. а середня максимальна температура — 32 °C. Середньорічна кількість опадів становить 100-300 мм, однак під час подій Ель-Ніньйо, які відбуваються з інтервалом у 3-16 років, кількість опадів може досягати 3800 мм.

## Флора
У манграх екорегіону зустрічаються різні види мангрових дерев — передусім червоні мангри (Rhizophora mangle), чорні мангри (Avicennia germinans) та білі мангри (Laguncularia racemosa), а також більш рідкісні прямі конусоплідні мангри (Conocarpus erectus), жовті мангри (Rhizophora harrisonii) та розгалужені мангри (Rhizophora racemosa). Поширення окремих видів визначається солоністю води та ступенем затоплення території. Річка Тумбес є південною межею поширення для деяких видів мангрових дерев.
У перехідній зоні до сухих тропічних лісів, поширених у внутрішніх районах, зустрічаються різноманітні трав'янисті рослини, зокрема приємні гусятники (Eragrostis amabilis), великоколоскові гусятники (Eragrostis cilianensis), голчасті грами (Bouteloua aristidoides), дворядні грами (Bouteloua disticha), м'які хвіст-трави (Urochloa mollis), солелюбні зеленяки (Chloris halophila), різностебельні тонкотравники (Leptochloa anisopoda), гострокінцеві тонкотравники (Leptochloa mucronata), пірамідальні спороболуси (Sporobolus pyramidatus), гермафродитні антефори (Anthephora hermaphrodita), приморські дворядники (Distichlis spicata) та пучкувате просо (Panicum fasciculatum), а також осоки, зокрема однорічні смикавці (Cyperus compressus), королівські смикавці (Cyperus elegans) та різні види комиша (Scirpus spp.). 
Серед інших рослин, поширених у перехідній зоні, слід відзначити приморський батіс (Batis maritima), прибережний портулак (Sesuvium portulacastrum), кущовий шпинат (Talinum fruticosum), кущовий солонець (Salicornia fruticosa), чилійську вербу (Salix chilensis), смердючу пасифлору (Passiflora foetida), піщану кресу (Cressa nudicaulis), прибережні кручені паничі (Ipomoea pes-caprae), лантану Свенсона (Lantana svensonii), лежачий екзодеконус (Exodeconus prostratus), приморський екзодеконус (Exodeconus maritima), солодку скопарію (Scoparia dulcis), вест-індійську ангурію (Cucumis anguria), хвостатий космос (Cosmos caudatus), Pectis multiflosculosa (Pectis multiflosculosa), піщаний пектіс (Pectis multiflosculosa) та колосисту скутію (Scutia spicata).
У деяких місцевостях, де накопичені відклади сформували невисокі пагорби, ростуть деякі види дерев, такі як великоколючкова акація (Vachellia macracantha) та чилійський мескіт (Neltuma chilensis), а також деякі види кактусів, зокрема арматоцереуси Картрайта (Armatocereus cartwrightianus) та яскраві арматоцереуси (Armatocereus laetus). Ці рослини можна зустріти навіть на деяких прибережних островах, таких як Ісла-дель-Амор та Ель-Танке.

## Фауна
Мангри екорегіону є важливим середовищем проживання для понад 40 видів водоплавних та коловодних птахів, а також багатьох інших тварин, які шукають тут їжу та притулок. Також вони є важливими місцями нересту та розплідником для мальків різноманітних риб та молюсків, які живуть в прибережних районах.
Серед поширених в екорегіоні птахів слід відзначити бурого пелікана (Pelecanus occidentalis), золотистого пісняра-лісовика (Setophaga petechia), мангрового канюка-крабоїда (Buteogallus anthracinus subtilis), скопу (Pandion haliaetus), бразильського баклана (Phalacrocorax brasilianus), білого ібіса (Eudocimus albus), рожевого косаря (Platalea ajaja), велику чепуру (Ardea alba), мангрову чаплю (Butorides striata), рудошию бушлю (Tigrisoma lineatum), міктерію (Mycteria americana) та паламедею (Anhima cornuta). Майже ендемічними представниками екорегіону є гніді пастушки (Aramides wolfi). Понад 50 видів перелітних птахів використовують водно-болотні угіддя та мангрові ліси регіону як місця зупинки під час міграцій або як місця зимівлі.
Серед ссавців, що зустрічаються в мангрових лісах екорегіону, слід відзначити колумбійського ревуна (Alouatta palliata), неотропічну видру (Lontra longicaudis), ракуна-крабоїда (Procyon cancrivorus), низинну паку (Cuniculus paca) та північного тамандуа (Tamandua mexicana), а серед плазунів — крокодилового каймана (Caiman crocodilus) та звичайну ігуану (Iguana iguana). Також на узбережжі Гуаякільської затоки зустрічаються рідкісні гострорилі крокодили (Crocodylus acutus), південна межа поширення яких проходить через територію регіону.

## Збереження
Значна частина мангрових лісів екорегіону була знищена та перетворена на рисові поля, поселення та промислові об'єкти. Промислова та сільськогосподарська діяльність призвела до забруднення води. В Еквадорі близько 40 000 га мангрових заростей було втрачено у 1980-х та на початку 1990-х років через розвиток аквакультури та будівництво ставків для вирощування креветок, одного з основних товарів, який експортує ця країна. З тих пір мангрові зарості повільно, однак стабільно відновлюються. Основними природоохоронними територіями екорегіону є Екологічний заповідник Мангларес-Чуруте та Природний заповідник Мангларес-Ель-Морро в Еквадорі, а також Національний заповідник Мангларес-де-Тумбес в Перу.